# Richard Bellman
Richard Ernest Bellman (New York, 26 agosto 1920 – Los Angeles, 19 marzo 1984) è stato un matematico statunitense, specializzatosi in matematica applicata.
Nel 1953 divenne celebre per l'invenzione della programmazione dinamica e fu inventore e contributore anche in numerosi altri campi della matematica e dell'informatica.

## Biografia
Nacque nel 1920 a New York City. La sua famiglia era ebrea agnostica originaria della Russia e della Polonia. Studiò matematica al Brooklyn College e all'University of Wisconsin-Madison. Durante la seconda guerra mondiale lavorò ad un progetto di fisica teorica a Los Alamos e successivamente ottenne un dottorato presso Princeton. Fu durante il lavoro alla Rand Corporation che sviluppò il concetto di programmazione dinamica. Successivamente insegnò presso la University of Southern California. Nel 1979 fu insignito della medaglia ad onore della IEEE. Morì il 19 marzo 1984 a Los Angeles.

## Scoperte principali
- Equazione di Bellman
- Equazione di Hamilton–Jacobi–Bellman
- Curse of Dimensionality
- Algoritmo di Bellman-Ford

## Pubblicazioni
Nel corso della sua carriera pubblicò 619 saggi e 39 libri. Una selezione:
- 1957. Dynamic Programming
- 1959. Asymptotic Behavior of Solutions of Differential Equations
- 1961. An Introduction to Inequalities
- 1961. Adaptive Control Processes: A Guided Tour
- 1962. Applied Dynamic Programming
- 1967. Introduction to the Mathematical Theory of Control Processes
- 1970. Algorithms, Graphs and Computers
- 1972. Dynamic Programming and Partial Differential Equations
- 1982. Mathematical Aspects of Scheduling and Applications
- 1983. Mathematical Methods in Medicine
- 1984. Partial Differential Equations
- 1984. Eye of the Hurricane: An Autobiography, World Scientific Publishing.
- 1985. Artificial Intelligence
- 1995. Modern Elementary Differential Equations
- 1997. Introduction to Matrix Analysis
- 2003. Dynamic Programming
- 2003. Perturbation Techniques in Mathematics, Engineering and Physics
- 2003. Stability Theory of Differential Equations (pubblicato originariamente 1953)